# Liste der Baudenkmäler in Malgersdorf
Auf dieser Seite sind die Baudenkmäler in der niederbayerischen Gemeinde Malgersdorf zusammengestellt. Diese Tabelle ist eine Teilliste der Liste der Baudenkmäler in Bayern. Grundlage ist die Bayerische Denkmalliste, die auf Basis des Bayerischen Denkmalschutzgesetzes vom 1. Oktober 1973 erstmals erstellt wurde und seither durch das Bayerische Landesamt für Denkmalpflege geführt wird. Die folgenden Angaben ersetzen nicht die rechtsverbindliche Auskunft der Denkmalschutzbehörde.

## Baudenkmäler nach Ortsteilen

### Malgersdorf
| Lage                                 | Objekt                                   | Beschreibung | Akten-Nr.     | Bild           |
| ------------------------------------ | ---------------------------------------- | --- | ------------- | -------------- |
| Ambergstraße 3 (Standort)            | Stattliches Wohnstallhaus                | zweigeschossiger Satteldachbau mit Blockbau-Obergeschoss und Traufschrot, 1. Hälfte 19. Jahrhundert; Erdgeschossmauerwerk erneuert. | D-2-77-131-1  | BW             |
| Ambergstraße 5 (Standort)            | Kleinbauernhaus                          | Wohnteil als verbretterter Blockbau mit Giebelschrot, erste Hälfte 19. Jahrhundert | D-2-77-131-2  | BW             |
| Embachstraße 2 (Standort)            | Ehemals Förster-, jetzt Wohnhaus         | stattlicher zweigeschossiger Walmdachbau, Anfang 18. Jahrhundert | D-2-77-131-3  | BW             |
| Haberskirchener Straße 1 (Standort)  | Ehemaliges Schloss                       | kleiner zweigeschossiger, barocker Bau mit gebrochenem Walmdach und Putzgliederung, um 1700. | D-2-77-131-4  | BW             |
| Haberskirchener Straße 10 (Standort) | Ehemaliges Wohnstallhaus                 | zweigeschossiger Satteldachbau mit Blockbau-Obergeschoss und Traufschrot, 1. Hälfte 19. Jahrhundert | D-2-77-131-5  | BW             |
| Haberskirchener Straße 23 (Standort) | Bauernhaus eines Dreiseithofes           | zweigeschossiger Stockhaus-Typ mit Blockbau-Obergeschoss und Giebelschroten, Mitte 18. Jahrhundert; Erdgeschoss modern ausgemauert. | D-2-77-131-6  | BW             |
| Kirchenweg 2 (Standort)              | Katholische Pfarrkirche St. Stephan      | spätgotischer Saalbau, 2. Hälfte 15. Jahrhundert, Langhaus 1867/68 um zwei Joche verlängert, Turmaufbau neugotisch; mit Ausstattung. | D-2-77-131-9  | weitere Bilder |
| Kirchenweg 3 (Standort)              | Kleinbauernhaus                          | verbretterter Blockbau mit Giebelschrot und Flachsatteldach, 1. Hälfte 19. Jahrhundert; bildet mit Nr. 1 eine Baugruppe. | D-2-77-131-10 | BW             |
| Landauer Straße 10 (Standort)        | Traidkasten                              | Blockbau mit flach geneigtem Satteldach und Gitterbundwerk, 1. Hälfte 19. Jahrhundert; zugehörig zu Dreiseithof. | D-2-77-131-12 | BW             |
| Pfarrhofstraße 4 (Standort)          | Katholische Kirche St. Maria Auxiliatrix | sogenannte Frauenkapelle, gotische Anlage mit eingezogenem Chor, 14./15. Jahrhundert, Ausbau im 18. Jahrhundert; mit Ausstattung. | D-2-77-131-14 | BW             |
| Pfarrhofstraße 10 (Standort)         | Pfarrhof                                 | großzügige Hofanlage; Pfarrhaus, zweigeschossiger, barocker Walmdachbau, um 1720; ehemaliger Roßstall, mit Blockbau-Obergeschoss (Knechtstube), 1. Hälfte 19. Jahrhundert; Stallungen, Scheune und Nebengebäude mit Pforte, letztes Viertel 19. Jahrhundert | D-2-77-131-15 | BW             |
| Sommerkeller 54 (Standort)           | Ehemaliges Kellerhaus                    | zweigeschossiger Satteldachbau mit Blockbau-Obergeschoss, 1. Hälfte 19. Jahrhundert; am nordöstlichen Ortsrand; zugehörig Kelleranlage. | D-2-77-131-16 | BW             |

### Großwimm
| Lage                   | Objekt             | Beschreibung                                                                | Akten-Nr.     | Bild |
| ---------------------- | ------------------ | --------------------------------------------------------------------------- | ------------- | ---- |
| Großwimm 70 (Standort) | Zugehöriger Stadel | Ständerriegelbau mit Satteldach, teilweise verschalt, Mitte 19. Jahrhundert | D-2-77-131-18 | BW   |

### Kollbach
| Lage                   | Objekt                        | Beschreibung | Akten-Nr.     | Bild |
| ---------------------- | ----------------------------- | --- | ------------- | ---- |
| Kollbach 77 (Standort) | Stockhaus eines Vierseithofes | mit Blockbau-Obergeschoss, 3. Viertel 18. Jahrhundert, teilerneuert; zugehörig geständerter Traidkasten mit Ständerbohlenkonstruktion mit Bundwerkteil, im Inneren ehemalige Knechtskammer mit lehmverschlagenen Blockwänden, bezeichnet 1750, wohl Anfang 19. Jahrhundert umgebaut. | D-2-77-131-21 | BW   |

### Rothmühl
| Lage                   | Objekt                   | Beschreibung                                                                      | Akten-Nr.     | Bild |
| ---------------------- | ------------------------ | --------------------------------------------------------------------------------- | ------------- | ---- |
| Rothmühl 92 (Standort) | Ehemaliges Wohnstallhaus | Blockbau-Obergeschoss mit Trauf- und Giebelschrot, erstes Drittel 19. Jahrhundert | D-2-77-131-22 | BW   |

## Ehemalige Baudenkmäler
In diesem Abschnitt sind Objekte aufgeführt, die früher einmal in der Denkmalliste eingetragen waren, jetzt aber nicht mehr. Objekte, die in anderem Zusammenhang also z. B. als Teil eines Baudenkmals weiter eingetragen sind, sollen hier nicht aufgeführt werden. Aktennummern in diesem Abschnitt sind ehemalige, jetzt nicht mehr gültige Aktennummern.

| Lage                                      | Objekt                      | Beschreibung | Akten-Nr.    | Bild |
| ----------------------------------------- | --------------------------- | --- | ------------ | ---- |
| Malgersdorf Graf-Arco-Straße 1 (Standort) | Kleinbauern- und Mesnerhaus | verputzter Blockbau mit flach geneigtem Satteldach und verbrettertem Giebel, 1. Hälfte 19. Jahrhundert; bildet mit Nr. 3 eine eng zusammenhängende Baugruppe. | D-2-77-131-8 | BW   |